# Льєу
Льєу́ (фр. Lieoux) — муніципалітет у Франції, у регіоні Окситанія, департамент Верхня Гаронна. Населення — 127 осіб (01.01.2021).
Муніципалітет розташований на відстані близько 650 км на південь від Парижа, 75 км на південний захід від Тулузи.

## Економіка
2010 року серед 82 осіб працездатного віку (15—64 років) 62 були активними, 20 — неактивними (показник активності 75,6%). З 62 активних мешканців працювало 56 осіб (31 чоловік та 25 жінок), безробітними було 6 (5 чоловіків та 1 жінка). Серед 20 неактивних 1 особа була учнем чи студентом, 14 — пенсіонерами, 5 були неактивними з інших причин.

У 2010 році в муніципалітеті числилось 53 оподатковані домогосподарства, у яких проживали 106,0 особи, медіана доходів виносила 18 580,5 євро на одного особоспоживача